# Antonio Picozzi
Antonio Picozzi (Milano, 12 gennaio 1824 – Milano, 2 agosto 1893) è stato un poeta, scrittore e patriota italiano, autore di poesie e novelle in dialetto milanese.

## Biografia
Durante la prima guerra d'indipendenza italiana partecipò alle Cinque giornate di Milano e poi alla difesa della Repubblica Romana. Fondò nel 1859 il giornale El milanes, abbandonandolo l'anno successivo per seguire nuovamente Garibaldi nella spedizione dei Mille.
Sempre nel 1859 pubblicò una traduzione in milanese del Vangelo di Matteo, commissionatagli dal principe Luigi Luciano Bonaparte.
Partecipò anche alla terza guerra d'indipendenza italiana all'interno del Corpo Volontari Italiani.
Collaborò con i principali giornali umoristico-satirici milanesi dell'epoca, come L'Uomo di pietra e La Frusta, di cui fu anche direttore, e fu bibliotecario alla Braidense.
Nel 1888 diede alle stampe il resoconto di un episodio storico della guerra del 1848.
È sepolto nelle Gallerie superiori del Cimitero monumentale di Milano.

## Opere
- Il Vangelo di S. Matteo volgarizzato in dialetto milanese, Londra, 1859
- I padron de ca' e i reficcio'. Quartine milanesi, Tip. di Giuseppe Bernardoni, Milano, 1864
- Raccolta completa dei versi milanesi e italiani di Antonio Picozzi (due volumi), coi tipi diretti da G. Gernia, Milano, 1870
- Garibaldi e Medici, Milano, 1888